# مورين واتسون
مورين واتسون (بالإنجليزية: Maureen Watson)‏ هي ناشِطة أسترالية، ولدت في 9 نوفمبر 1931 في روكامبتون في أستراليا، وتوفيت في 4 يناير 2009 في North Stradbroke Island ‏ في أستراليا.

## وصلات خارجية
- مورين واتسون على موقع الموسوعة البريطانية (الإنجليزية)